# Liste der Kulturgüter in Weisslingen
Die Liste der Kulturgüter in Weisslingen enthält alle Objekte in der Gemeinde Weisslingen im Kanton Zürich, die gemäss der Haager Konvention zum Schutz von Kulturgut bei bewaffneten Konflikten, dem Bundesgesetz vom 20. Juni 2014 über den Schutz der Kulturgüter bei bewaffneten Konflikten sowie der Verordnung vom 29. Oktober 2014 über den Schutz der Kulturgüter bei bewaffneten Konflikten unter Schutz stehen.
Objekte der Kategorie A sind im Gemeindegebiet nicht ausgewiesen, Objekte der Kategorie B sind vollständig in der Liste enthalten, Objekte der Kategorie C fehlen zurzeit (Stand: 1. Januar 2022). Unter übrige Baudenkmäler sind weitere geschützte Objekte zu finden, die im Verzeichnis der Objekte von überkommunaler Bedeutung der kantonalen Denkmalpflege zu finden und nicht bereits in der Liste der Kulturgüter enthalten sind.

## Kulturgüter
| Foto |                                                                          | Objekt                           | Kat. | Typ | Standort                               | Beschreibung |
| ---- | ------------------------------------------------------------------------ | -------------------------------- | ---- | --- | -------------------------------------- | ------------ |
| ja   | Datei hochladen · Wikidata zu Reformierte Kirche.Weisslingen (Q29933247) | Reformierte Kirche KGS-Nr.: 7743 | B    | G   | Dettenriederstrasse 25 700055 / 254482 |              |

## Übrige Baudenkmäler
| ID              | Foto               |                 | Objekt                                         | Kat.   | Typ | Standort                               | Beschreibung |
| --------------- | ------------------ | --------------- | ---------------------------------------------- | ------ | --- | -------------------------------------- | ------------ |
| 18000015        | ja                 | Datei hochladen | Bauernhaus                                     | C      | G   | Schwendi 701676 / 256213               |              |
| 18000245        | ja                 | Datei hochladen | Reihenbauernhaus, Hausteil 1+2                 | C      | G   | Lendikon 40 701155 / 253621            |              |
| 18000246        | ja                 | Datei hochladen | Bauernhaus, Hausteil 1                         | C      | G   | Lendikon 39 701187 / 253655            |              |
| 18000339        | ja                 | Datei hochladen | Kleinbauernflarzhaus, Hausteil 2+3             | C      | G   | Theiligerstrasse 60 700259 / 252987    |              |
| 18000580        | ja                 | Datei hochladen | Reformiertes Pfarrhaus                         | C      | G   | Dettenriederstrasse 27 700079 / 254505 |              |
| 18000713        | ja                 | Datei hochladen | Flarz-Mehrzweckreihenhaus im Chupf, Hausteil 1 | B reg. | G   | Illnauerstrasse 13 699930 / 254111     |              |
| 18000715        | ja                 | Datei hochladen | Flarz-Mehrzweckreihenhaus im Chupf, Hausteil 2 | B reg. | G   | Illnauerstrasse 15 699914 / 254106     |              |
| 18000752        | ja                 | Datei hochladen | Kleinbauernhaus                                | B reg. | G   | Strehlgasse 7 699978 / 254129          |              |
| 18000754        | ja                 | Datei hochladen | Kosthaus, Hausteil 2                           | B reg. | G   | Strehlgasse 3 700000 / 254132          |              |
| 18000768        | ja                 | Datei hochladen | Textilfabrik Moos, ehemaliges Kosthaus         | B reg. | G   | Dorfstrasse 11 700027 / 254134         |              |
| 18001217        | ja                 | Datei hochladen | Kosthaus, Hausteil 3                           | B reg. | G   | Strehlgasse 5 699992 / 254130          |              |
| 18001219        | ja                 | Datei hochladen | Kosthaus, Hausteil 1                           | B reg. | G   | Strehlgasse 1 700007 / 254134          |              |
| 180BRUNNEN00003 | Bild nicht möglich | Datei hochladen | Mühle Tobel, ehemaliger Dorfbrunnen            | C      | K   | Dorfstrasse 63 bei 700015 / 254978     |              |

Legende: Im Wesentlichen siehe Legende der Liste der Kulturgüter von nationaler und regionaler Bedeutung, mit folgenden Ausnahmen:
- Anstelle der KGS-Nummer wird als Objekt-Identifikator (ID) die Inventarnummer im Verzeichnis der Objekte von überkommunaler Bedeutung des kantonalen Denkmalschutzamtes verwendet.
- Bei den Kategorien wird wie folgt unterschieden: B kant. = Objekt von kantonaler Bedeutung (Kanton Zürich); B reg. = Objekt von regionaler Bedeutung (Kanton Zürich).